# Professor Sven Henningsens Legat
Professor Sven Henningsens Legat er navngivet efter Sven Henningsen (1910-1982), som var knyttet til Københavns Universitet fra 1932 og var fra 1953-80 den første professor i moderne historie og samfundsvidenskab. Sven Henningsen-legatet er på 50.000 kroner. Den gives til den bedste, alment tilgængelige bog inden for fagene samtidshistorie, statskundskab og international politik.
Som hovedregel uddeles prisen hvert år. Bestyrelsen kan beslutte, at flere bøger tildeles prisen 

## Seneste modtagere af prisen
Blandt de seneste modtagere er: Christian Egander Skov (Borgerlig krise. Det ideologiske opbrud i blå blok) og Niels Bo Poulsen og Flemming Splidsboel (Putins krig. Rusland mellem styrke og svaghed).

## Legatbestyrelsen
Legatbestyrelsen består af: 
- Professor Jens Vedsted-Hansen, AU (formand)
- Direktør Asbjørn Sonne Nørgaard, CEVEA
- Professor emeritus Georg Sørensen, AU
- Professor Anders Wivel, KU